# Ixtepeque
L'Ixtepeque est un volcan du Guatemala formé par un ensemble de dômes de lave.